# Григорович, Карл Карлович
Карл Карлович Григорович (нем. Charles Gregorowitsch; 13 [25] октября 1868 — 25 марта 1921) — российский скрипач.
Последний ученик Генрика Венявского, занимался также в Москве у Василия Безекирского и в Вене у Якоба Донта, затем совершенствовал своё мастерство в Берлине у Йозефа Иоахима. Гастролировал по миру с 1883 года, в 1896—1897 годах совершил концертное турне по США, получив весьма сочувственные отзывы критики, приветствовавшей его «блистательный пыл и натиск» в Вариациях Иоахима и «восхитительную технику и теплоту постижения» в Первом концерте Макса Бруха, в 1899—1901 годах предпринял (вместе с финским пианистом Эдвардом Фацером) мировое турне по трём континентам (Америка, Азия, Африка). С 1903 года — профессор Московского филармонического училища. С 1910 года — первая скрипка в Квартете герцога Мекленбургского. По свидетельству Генри Лахи, «по широте и плавности тона его сравнивали с Соре и Сарасате».
После революционных событий 1917 года жил и работал в Витебске, преподавал в городской консерватории. В 1921 году был арестован за то, что «по приезде польской делегации в Витебск познакомился с польделегатами… и зарекомендовал себя в глазах представителей делегации с самой лучшей стороны, в результате чего делегация выдала Григоровичу документ о его полной лояльности по отношению к Польше, на предмет въезда в таковую», и приговорён к трём годам принудительных работ. До сих пор неясно, умер ли он от голода в заключении или был расстрелян при попытке бежать из России.
Учеником Григоровича был Бронислав Губерман, говоривший, что Григорович «научил его всему, чему может научить учитель».